# Никола Василев (БКП)
Вижте пояснителната страница за други личности с името Никола Василев.
Никола Василев Петков е български политик от БКП.

## Биография
Роден е на 14 юни 1933 г. във великотърновското село Бутово. Завършва педагогическа гимназия във Велико Търново.
От 1957 до 1963 г. е последователно завеждащ отдел „Учащи“ в Околийския комитет на ДСНМ в Павликени, първи секретар на Градския комитет на ДСНМ в града и заместник-секретар на Градския комитет на БКП в Павликени. През 1963 г. завършва Висшата партийната школа при ЦК на БКП. След това става първи секретар на Градския комитет на БКП в Павликени. От 1971 до 1973 г. е секретар на Окръжния комитет на БКП във Велико Търново, а от 1973 г. е първи секретар на същия комитет. От 26 април 1971 до 2 април 1976 г. е член на Централната контролно-ревизионна комисия при ЦК на БКП. От 2 април 1976 до 4 април 1981 г. е кандидат-член на ЦК на БКП.